# 「SUPERMARKET」Live 2021 at 中野サンプラザ (映像作品)
『「SUPERMARKET」Live 2021 at 中野サンプラザ』（スウパアマアケット・ライヴ・ニゼロニイチ・アット・なかのサンプラザ）は、藤原さくらの2作目の映像作品。DVDとBlu-ray Discで発売。

## 概要
本作は、3rdスタジオアルバム『SUPERMARKET』を引っ提げ、2021年4月9日に中野サンプラザで開催された約1年4ヶ月ぶりとなるワンマンライブが収録されている。ライブ本編は、アルバム『SUPERMARKET』収録曲とこの日に初披露した「Kirakira」を含む20曲から成る。また、特典映像（DVD版ではDISC2に収録）として、2019年から開始したアルバム制作から2020年のリリース、そして2021年ワンマンライブまでの2年間を最新インタビュー＆初出し映像などで構成された「SUPERMARKET -THE FINAL-」を収録。その内容は、アルバム「SUPERMARKET」の購入者特典として昨年公開された「藤原さくらの1日」の一部や、外出自粛期間中にYouTubeにて期間限定で公開した「ひとりぼっちでさみしくnight on YouTube」（2020年3月、2021年1月）から数曲など、現在は見ることが出来ない映像を交えながら、藤原さくら自身による「SUPERMARKET」期を総括した映像である。
同日に、キャリア初のライブアルバム『「SUPERMARKET」Live 2021 at 中野サンプラザ』と、Michael Kanekoとのコラボ曲「DRIVEAWAY feat.藤原さくら」が同時リリースされた。
スマートフォンで映像が見られるプレイパスのコードが同梱。チェーン別オリジナル購入特典として、各チェーン店、および、ショッピングサイトでの購入者に先着で「オリジナル・ステッカー」が配布された。

## 参加ミュージシャン
- 藤原さくら：ボーカル・ギター・キーボード・タンバリン
- 別所和洋：キーボード、バンドマスター
- 斎藤拓郎（Yasei Collective）：ギター・ボコーダー
- 中西道彦（Yasei Collective）：ベース
- 松下マサナオ（Yasei Collective）：ドラムス
- 大内満春（GENTLE FOREST JAZZ BAND）：サキソフォンほか
- 佐瀬悠輔（GENTLE FOREST JAZZ BAND）：トランペットほか

## 収録曲
1. 生活
2. Waver
3. Ami
4. Sunny Day
5. 「かわいい」
6. marionette
7. コンクール
8. Monster
9. spell on me
10. 楽園
11. Session (instrumental)
12. Super good
13. BPM
14. Right and light
15. The Moon
16. 赤
17. Cigarette butts
18. ゆめのなか
19. Kirakira
20. Twilight